# Вазов, Иван
Ива́н Ми́нчов Ва́зов (27 июня [9 июля] 1850, Сопот — 22 сентября 1921, София) — один из известнейших болгарских поэтов, называемый часто «патриархом болгарской литературы». Творчество Вазова является отражением двух исторических эпох — болгарского возрождения и становления независимой Болгарии. Являлся академиком Болгарской академии наук, министром образования от Народной партии Болгарии с 7 сентября 1897 года по 30 января 1899 года и почётным председателем Союза болгарских писателей.

## Биография

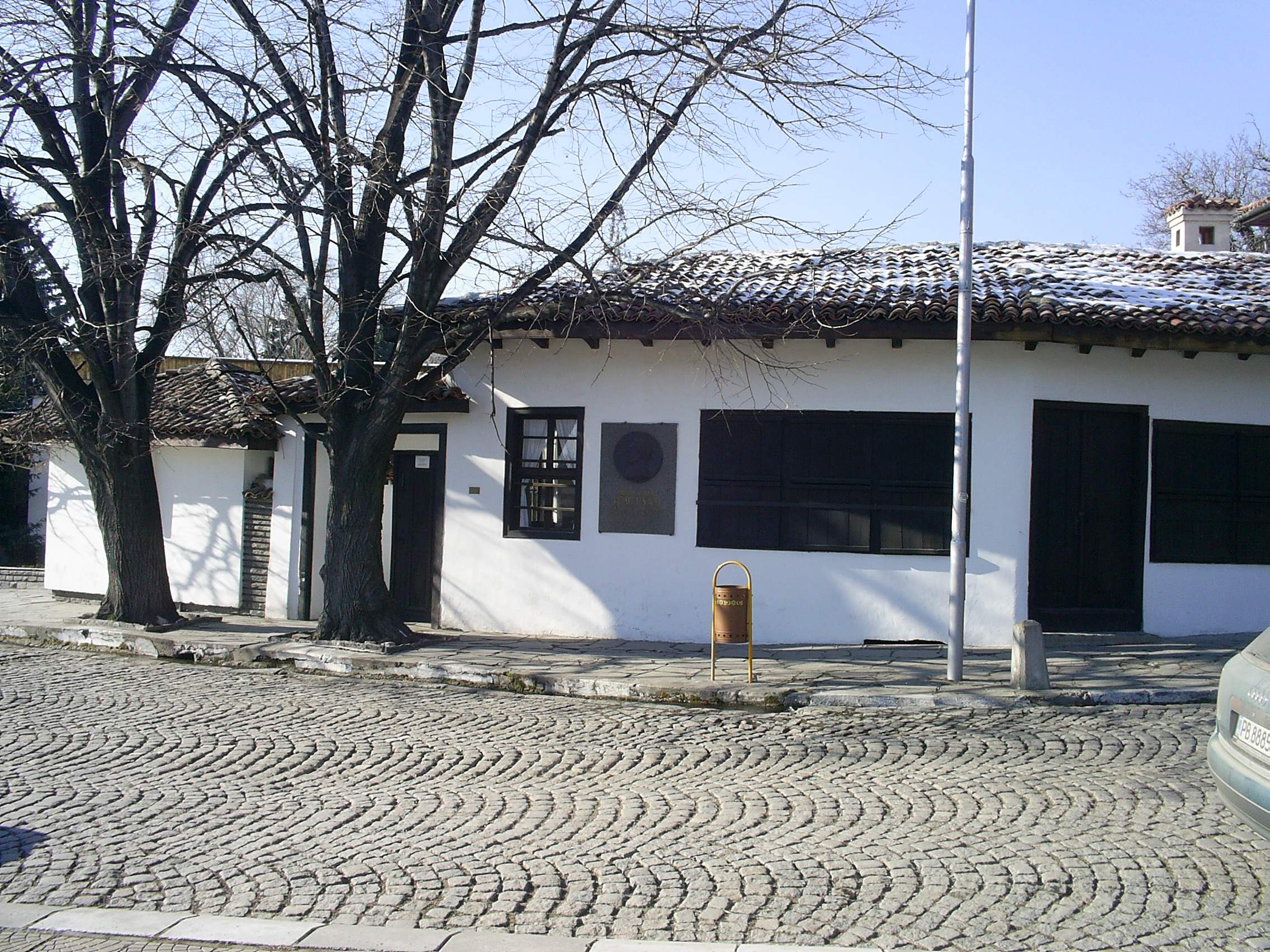
Дом в Сопоте, где родился Иван Вазов, а сейчас это дом-музей Вазова

Родился 27 июня (9 июля)  1850 года в Сопоте в Пловдивской области Болгарии в семье купца Минчо Вазова. Происходит из купеческой семьи среднего достатка, в которой были сильны патриархальные традиции, уважение к религии, традиции, патриотизм. Два брата будущего поэта стали генералами — Георги Вазов и Владимир Вазов, а ещё один брат — Борис Вазов — стал общественным деятелем и политиком. По словам Бориса Вазова, род Вазовых происходит от Кирко Иванова Арнаудова из нестрамского села Яновени (Западная Македония), который переселился в Сопот в конце XVIII века во время правления Али-паша Янинского.
Иван Вазов окончил местную взаимопомощную и классную школу, познакомился с оригинальной и переводной болгарской литературой. Благодаря учителю Партению Белчеву, учившемуся в России, Вазов приобщился к русскоязычной поэзии. В 1866 году он изучал греческий и турецкий языки в Калоферской школе у Ботьо Петкова (отца Христо Ботева), став его помощником. Там он нашёл богатую библиотеку французских и русских книг, сыгравшую большую роль в его литературном развитии.
В 1866 году поступил в 4-й класс Пловдивской гимназии, где ему пришлось освоить греческий и турецкий языки. Также он изучал французский язык и увлекался поэзией Пьера Беранже и Виктора Гюго.

### Начало творчества
В 1868 году отец позвал его в Сопот заняться торговлей, но Вазов не проявил склонности к этой профессии и заполнял отцовские тетради стихами (некоторые из них были опубликованы в 1880 году в сборнике стихов «Майский венок»). В 1870 году в «Периодическом журнале» Брайлевского литературного общества было опубликовано его первое опубликованное стихотворение (болг. Борба).
Мать Вазова покровительствовала поэтической деятельности сына, но отец решил сделать сына торговцем, и в 1870 году он отправил Вазова в Румынию на практику к дяде, торговцу в Олтенице.

### Румынский период
В Румынии Вазов остался верен своему призванию — он выучил румынский язык , познакомился с румынской поэзией и писал стихи в патриотическо-просветительском духе, которые публиковал в «Периодическом журнале», журнале «Читалище», газете «Отечество», газете «Свобода» и т. д. Однажды  он сбежал в Брэилу, и прожил там 2–3 месяца, общаясь там с Ботевым и другими вынужденными болгарскими эмигрантами. Этот период был описан позднее в полу-автобиографическом романе «Отверженные» (1883) и драме «Изгнанники» (1894).
В 1870 году Вазов снова посетил Сопот. Позже (1872–1873) он преподавал в Мустафе-паше (ныне Свиленград), работал переводчиком на строительстве железной дороги Цариград—Белово (Румелийская железная дорога), совершенствовал свой французский, выучил немецкий, знакомился с жизнью болгарского крестьянина. В 1875 году он вернулся в родной город и стал членом возрожденного Сопотского революционного комитета.
После начала Апрельского восстания 1876 года Вазов уехал в Румынию и стал секретарём Болгарского центрального благотворительного общества в Бухаресте. В тяжелых условиях он подготовил свои первые сборники стихов «Знамя и гусли» (1876, под псевдонимом Пейчин) и «Печали Болгарии» (1877).

### После освобождения Болгарии
Во время русско-турецкой войны 1877–1878 годов, на которую он ответил сборником стихов «Избавление», Вазов был писарем в Свиштове при губернаторе Найдене Герове, откуда был командирован в Русе до 6 марта 1879 года .
В Берковице он был назначен председателем окружного суда (18 марта 1879 – сентябрь 1880). Случай из судебной практики в городе вдохновил его на написание стихотворения «Грамада».
6 октября 1880 года Вазов поселился в Пловдиве, столице Восточной Румелии, и включился в политическую жизнь в составе Народной партии. Генерал-губернатор назначил его депутатом Областного собрания, а 12 октября был избран в Постоянный комитет и стал его секретарём. В следующем году он был избран только запасным членом Постоянного комитета, но в январе 1882 года занял место Ивана Евстратиева Гешова, избранного директором финансов. 

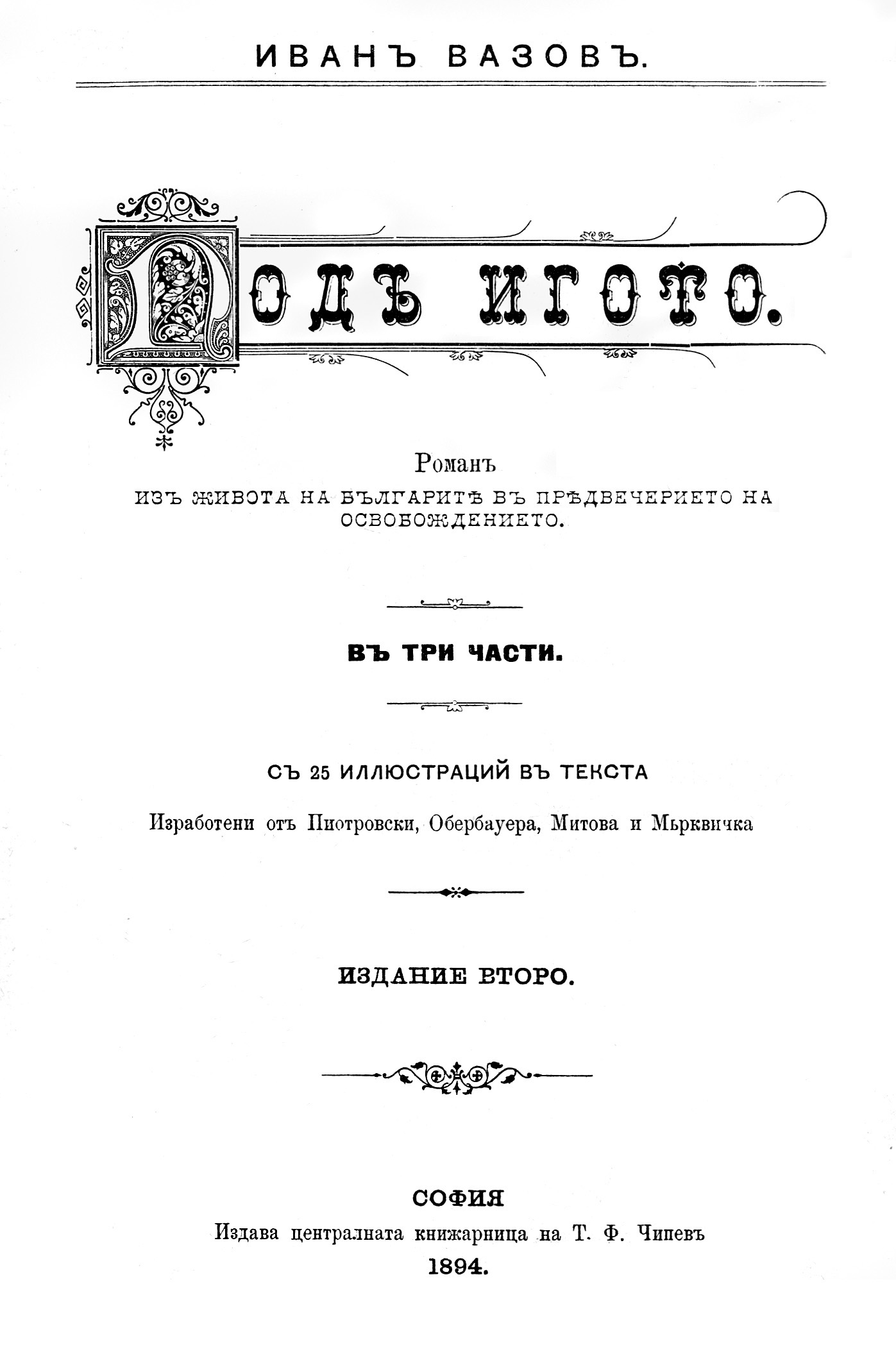
Титульный лист романа "Под игом", 2 издание, 1894 г.

В 1881–1885 годах вместе со своим другом и коллегой того периода Константином Величковым Вазов участвовал в редактировании газеты «Народный глас», со страниц которой вёл борьбу против отмены Конституции князем Александром Баттенбергом. В 1884–1885 годах он был заместителем председателя областного собрания. 
В начале 1881 года Иван Вазов был избран председателем Пловдивского научно-литературного общества и стал главным редактором издаваемого им журнала «Наука» — первого серьёзного научно-литературного издания после Освобождения Болгарии (1878). В 1885 году Вазов и Величков основали журнал «Заря» — первый чисто литературный журнал в Болгарии. В Пловдиве они также составили знаменитый двухтомник «Болгарская хризостоматия», познакомивший болгарского читателя с более чем 100 болгарскими и зарубежными авторами.
Пловдивский период был чрезвычайно благоприятен для творческого развития Вазова. Его произведения этого времени заложили основу болгарской литературы послеосвободительного периода практически во всех литературных жанрах, определив ряд её классических вершин – цикл из 12 од «Эпопея забытых», поэмы «У Рильского монастыря», «Болгарский язык», «К свободе», «Не гаси то, что не гаснет», «Новое кладбище над Сливницей», повести «Отверженные» (1883), «Наша родня» (1884), «Идёт ли?» и другие.
После провала пророссийского переворота в 1886 году Вазов, будучи активным русофилом , через Константинополь уехал в Одессу. Там он написал роман «Под игом» (написан в Лопушанском монастыре), который был опубликован после его возвращения в Болгарию в «Сборнике народных мыслей, науки и литературы».

### Софийский период
В 1889 году Иван Вазов вернулся в Болгарию и поселился в Софии. В 1890 году он основал журнал «Денница», который издавался в течение двух лет. В это время он опубликовал свои самые сильные критико-реалистические рассказы, собранные в сборнике «Царапины и петли» (в двух томах). В 1895 году было торжественно отмечено 25-летие его литературной деятельности. Роман «Новая земля» (1903), последняя часть трилогии («Наша родня» и «Под игом») был встречен критикой настолько негативно, что автор даже подумывал оставить писательскую деятельность.
После восстановления Народной партии Вазов активно включился в её деятельность и избирался депутатом парламента в 1894 и 1896 годах. В 1897–1899 годах он был министром народного просвещения в третьем правительстве Константина Стоилова. После этого он отошёл от активной политической жизни, но в 1911 году вновь стал депутатом V Великого народного собрания . 
На Балканские войны 1912-1918 годов он отреагировал тремя сборниками стихов — поэтической хроникой событий. Вазов был среди тех, кто выступал против участия Болгарии в Первой мировой войне на стороне Тройственного союза, но когда это произошло, он воспевал в своих стихах победы болгарских войск. Вторую национальную катастрофу он воспринял болезненно, с чувством, что ждал поражения своего мира, но не терял веры в будущее Болгарии. В 1920 году торжественно отмечалось 70-летие Вазова, давно уже спонтанно провозглашенного народным поэтом.

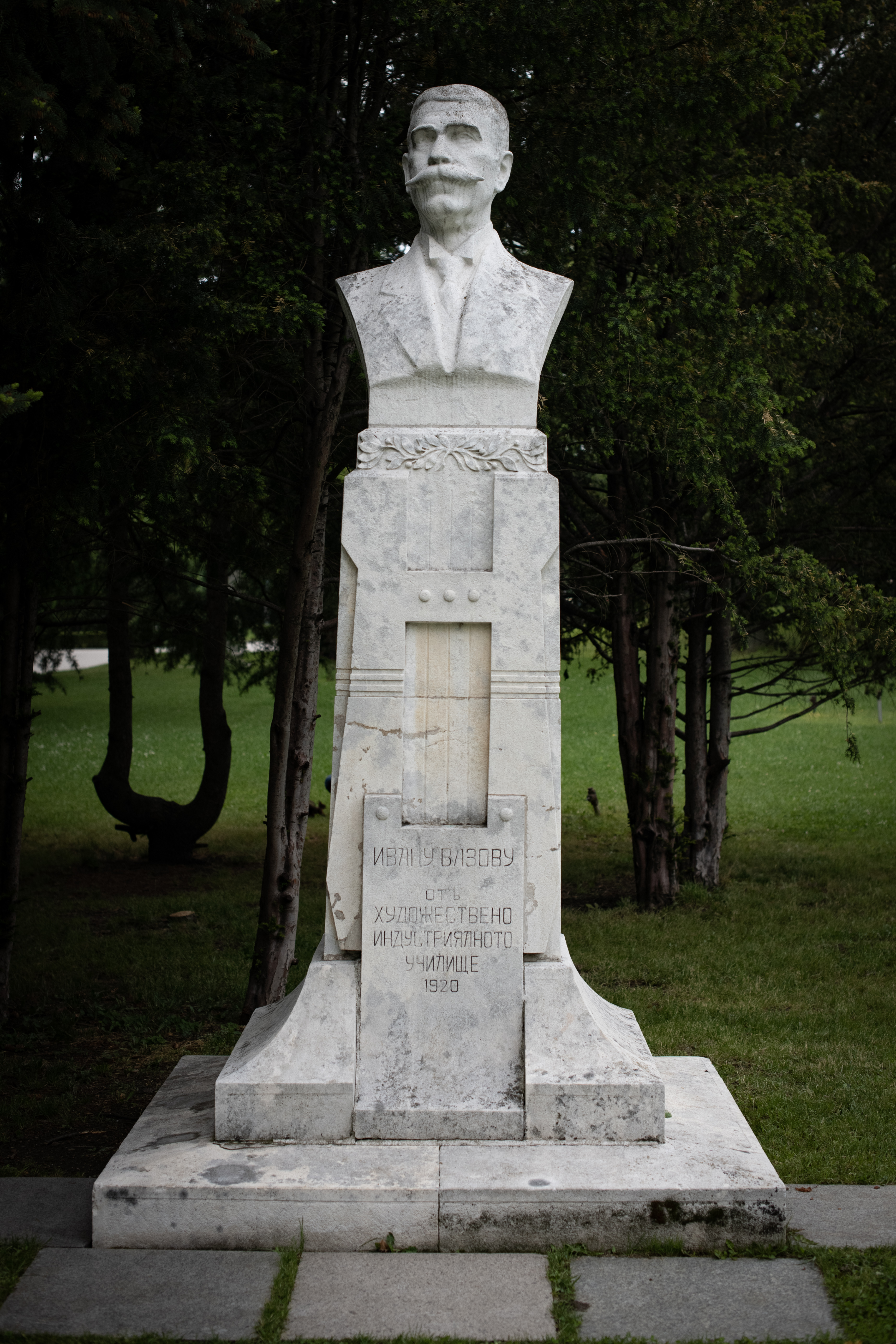
Памятник Вазову в Софии

### Смерть и признание
Успев увидеть всенародную любовь и признательность, 22 сентября 1921 года Вазов скончался от сердечного приступа у себя дома в Софии, в зале дома во время обеда в присутствии сестры Вылы и племянницы Сыбы. К нему домой прибыли министры Стоян Омарчевский, Михаил Турлаков и Александр Радолов. Прибывший сюда известный столичный врач Сарафов мог лишь констатировать смерть. 24 сентября гроб с телом Ивана Вазова был перенесён известными болгарскими литераторами в столичную церковь Святой Недели. Отпевание совершил митрополит Видинский Неофит (Караабов) в сослужении епископа Левкийского Варлаама (Константинова) и 65 священников. Присутствовали царь, министры, столичный мэр, послы, депутаты, писатели.
Вазов -- действительный член Болгарского литературного общества (ныне Болгарская академия наук) с 1881 года, почетный член Болгарской академии наук с 1921 года.
Иван Вазов завещал всё своё имущество одному из братьев, находившемуся в затруднительном финансовом положении. Однако после его смерти премьер-министр Александр Стамболийский принял специальный закон о создании музея Ивана Вазова, согласно которому дом в Софии, авторские права и всё движимое имущество писателя были национализированы без какой-либо компенсации. Вещи, обнаруженные у третьих лиц, должны быть немедленно переданы, а нарушителям грозит ответственность по закону о грабеже. 
Имя Ивана Вазова носит библиотека в Ботевграде. В городе Сопот Вазову установлен памятник, а сам город с 1950 по 1965 носил имя Вазовград

### Отдельные рассказы
| Год  | Название, перевод | Оригинал, совр. болгарский | Оригинал 1 издания |
| ---- | --- | --- | --- |
| 1891 | Рассказы 1881-1891 1. На Пирине 2. Вылко на войне (пер. В. Поляновой) 3. Идет-ли? (пер. И. К.), Придет ли он? (пер. А. Савельевой) Придет ли? (пер. В. Поляновой) 4. Хаджи Ахилл (пер. Д. Горбова) 5. Кандидат в «хамам» (пер. С. Займовского) 6. Белимелец (пер. А. Собковича) 7. В кривинах (пер. Д. Горбова) 8. Дед Нистор (пер. В. Поляновой) 9. Встреча (пер. Е. Яхниной, 1983) 10. Упрямая голова (пер. Е. Евгеньевой) 11. Gronde Maritza teinte de sang (пер. Д. Горбова) 12. Месть Цончо (пер. Н. Глен) 13. Сцена (пер. Д. Горбова) 14. Попечитель (пер. Л. Христовой) 15. Бурная ночь (пер. Н. Глен) 16. Пейзаж (пер. Д. Горбова) 17. Золотая гора (пер. А. Собковича) | Раскази 1881-1891 1. В Пирин, 1889 2. Вълко на война, 1886 3. Иде ли?, 1886 ("Стоянчо из Ветрен"), 1891 4. Саломоновският цирк, 1888 5. Хаджи Ахил, 1881 6. Кандидат за „Хамама“, 1890 7. Белимелецът, 1890 8. Из кривините (Едно възпоминание), 1892 9. Дядо Нистор, 1888 10. Среща, 1891 11. Коледен дар, 1890 12. Бикоглав, 1891 13. Gronde Maritza teinte de sang, 1890 14. Искров и Райна, 1888 15. Цончовата мъст 16. Една сцена, 1890 17. Епитропът, 1890 18. Два врага, 1886 19. Бурната нощ, 1890 20. Пейзаж, 1893 21. Златната планина, 1888 22. Поколение 23. Първи май на г-на Старков (Невинно разказче) 24. Госпожата му 25. Г. Докузмерджанов на капъните 26. Княжеският трамвай (Наблюдения) 27. Panem et circenses! 28. Истинският прогресист (Историята на г-на Панделкина) 29. В топлите вълни (Бански наблюдения) | |
| 1890 | Кандидат в «хамам» 1. Кандидат в «хамам» (пер. С. Займовского) 2. Белимелец (пер. А. Собковича) 3. Рождественский подарок 4. Gronde Maritza teinte de sang (пер. Д. Горбова) 5. Сцена (пер. Д. Горбова) 6. Попечитель (пер. Л. Христовой) 7. Бурная ночь (пер. Н. Глен) | Кандидат за „Хамама“ 1. Кандидат за „Хамама“ 2. Белимелецът 3. Коледен дар 4. Gronde Maritza teinte de sang 5. Една сцена 6. Епитропът 7. Бурната нощ | |
| 1893 | Царапины и пятна. Часть 1 1. Украсил столицу (пер. С. Коляджина) 2. Траур (пер. М. Михелевич и Б. Ростова) 3. Прислуга (пер. С. Коляджина) 4. Простая история (пер. М. Михелевич и Б. Ростова) 5. Потерянный вечер (пер. С. Коляджина) 6. Две двери (пер. М. Михелевич и Б. Ростова) 7. Драма (пер. М. Михелевич и Б. Ростова) 8. Репетиция 9. Злодеяние (пер. М. Михелевич и Б. Ростова) 10. «Новое переселение» (пер. В. Поляновой) 11. Теория Братакова (пер. М. Михелевич и Б. Ростова) 12. Саво (пер. М. Михелевич и Б. Ростова) 13. Не поклонился (пер. А. Собковича) 14. Прекрасно! (пер. М. Михелевич и Б. Ростова) 15. Ядовитый 16. Доктор Андрозов (пер. М. Михелевич и Б. Ростова) 17. Василица (пер. М. Михелевич и Б. Ростова) 18. Пустодымский 19. Крапива 20. Статья 33 21. Проситель (пер. Д. Горбова) 22. Приятельские встречи (пер. С. Коляджина) | Драски и шарки. Част 1 1. Украсил столицата 2. Траур 3. Слугиня 4. Обикновена история 5. Една изгубена вечер 6. Двете врати 7. Драма 8. Репетиция 9. Едно злодейство 10. „Ново преселение“ 11. Братаковата теория 12. Саво 13. Не поздравил 14. Прекрасно 15. Отровен 16. Доктор Андрозов 17. Василица 18. Пустодимски 19. Коприва 20. Член 33 21. Просител 22. Приятелски срещи | |
| 1895 | Царапины и пятна. Часть 2 1. Марат 2. Учитель истории 3. Наводнение (пер. С. Коляджина) 4. Случай из психологии 5. Оконные наличники 6. Он молод, полон сил, интеллигентен (пер. В. Поляновой) 7. "Люди" 8. Выхлопотола (пер. Д. Горбова) 9. Донос 10. Зимняя прогулка 11. "Травиата" (пер. А. Собковича) 12. Три ошибки (пер. М. Михелевич и Б. Ростова) 13. Будущий литературный «кружок» (пер. Д. Горбова) 14. Единственный выход 15. Не устарела (пер. С. Коляджина) 16. Памятник (пер. С. Коляджина) 17. Для моего коврика 18. Кто цивилизует шопов 19. Доктор Джан-Джан (пер. Д. Горбова) 20. Кардашев на охоте (пер. С. Коляджина, 1956) (см. сб.) | Драски и шарки. Част 2 1. Марат 2. Учител по история 3. Наводнението 4. Un cas de psychologie 5. Гарнитури на прозорците 6. Той е млад, здрав, интелигентен 7. „Народът“ 8. Изпросила 9. Донос 10. Зимна разходка 11. „Травиата“ 12. Три грешки 13. Бъдещият литературен „кружок“ 14. Единствен изход 15. Неостаряла 16. Паметникът 17. За моята си черга 18. Кой ще цивилизува шопско 19. Доктор Джан-Джан 20. Кардашев на лов | |
| 1901 | Видел и слышал 1. Дед Йоцо смотрит (пер. А. Собковича) 2. Герои Англо-бурской войны 3. Во тьме (Пер. Б. Диденко) 4. Негостеприимное село (пер. Л. Христовой) 5. Михал Чонин (Пер. Б. Диденко) | Видено и чуто 1. Дядо Йоцо гледа 2. Героите от Англо-бурската война 3. Поборник 4. Първият млад българин, който… 5. В мрака 6. Негостолюбиво село 7. Михал Чонин 8. Даскалите | |
| 1902 | Фелдфебель Стамболков | Фелдфебел Стамболков | |
| 1902 | Пестрый мир 1. Осыпаются листья (пер. Д. Горбова) 2. Одна болгарка (пер. А. Савельевой; пер. В. Поляновой) 3. Павле Фертиг (пер. Н. Попова; пер. Л. Христовой) 4. От орала до ура (пер. В. Поляновой) 5. Звезда (пер. Е. Яхниной) 6. В саду муз (пер. Б. Диденко) 7. Отвергнутый марш (пер. В. Поляновой) 8. Урок (пер. Б. Ф. Диденко) 9. Безвестный герой (пер. Д. Горбова) 10. Ah, excellence (пер. А. Савельевой) 11. Эпоха рождает героев (пер. М. Клягиной-Кондратьевой) 12. Гость-краснобай на казенном пиру (пер. М. Клягиной-Кондратьевой) | Пъстър свят, 1902 1. Капят листата, 1899 2. Една българка, 1899 3. Павле Фертигът, 1899 4. От оралото до урата, 1899 5. След двайсет години, 1894 6. Наум, 1900 7. Първите дни на свободата, 1900 8. Звездата, 1901 9. Един кът на покой и забрава, 1897 10. В градината на музите, 1900 11. Дъщерята на Пилата, 1902 12. Изпъденият марш, 1890 13. В електрическия трамвай, 1901 14. Урок, 1902 15. Война въз едни одър, 1899 16. Под есенните лъчи, 1899 17. Инвалид, 1900 18. Тъмен герой, 1893 19. Улица „Братиано“, 1900 20. Велик син, 1897 21. Ah, Excellence, 1901 22. Сливница, 1901 23. В зоологическата градина, 1899 24. Тотка, 1900 25. Епоха — кърмачка на велики хора, 1888 26. Сладкодумен гост на държавната трапеза, 1891                                                                                           | Пъстъръ свѣтъ, 1 изд. 1902 1. Капятъ листата 2. Една българка 3. Павле Фертигътъ 4. Отъ оралото до урата 5. Слѣдъ 20 години 6. Наумъ 7. Първитѣ дни на свободата 8. Звѣздата 9. Единъ кѫтъ на покой и забрава 10. Въ градината на Музитѣ 11. Дъщерята на Пилата 12. Испѫдениятъ маршъ 13. Въ електрическия трамвай 14. Урокъ 15. Война възъ единъ одъръ 16. Подъ есеннитѣ лучи 17. Инвалидъ 18. Тъменъ герой 19. Улица „Братияно“ 20. Великсинъ 21. Ah, Exellence! 22. Сливница 23. Въ Зоологическата градина 24. Тотка 25. Искърски проломъ 26. Свогье 27. Единъ нашъ черноморски бисеръ 28. Велико Търново 29. „Волътъ“ 30. Седемь прѣстола 31. Мургашъ 32. Юмрю-чалъ 33. Богданъ 34. Една родопска усоя 35. Владайско усте |
|      | Мои учителя (пер. Е. Яхниной) | | |
| 1905 | Утро в Банки. Добродушные рассказы 1. Утро в Банки (пер. Д. Горбова) 2. Балканские Ромео и Джульета (пер. Н. Симакова, 1986) 3. Подожженные снопы (пер. Б. Ф. Диденко) 4. Увеселительная поездка. пер. Е. Яхниной 5. Проштыпальник (пер. Д. Горбова) 6. Нищий (пер. Д. Горбова) 7. Убийство 8. Будний вечер в столице 9. Японские силуэты (пер. Д. Горбова) 10. Она поцеловала Македонию (пер. М. Михелевич и Б. Ростова) 11. Ночь в волшебном замке 12. Эмма (пер. М. Михелевич и Б. Ростова) 13. На карантине 14. Дели-орманская одиссея (пер. Н. Попова) 15. У Ивана Гырбы (пер. В. Поляновой) 16. Апостол в опасности (пер. Н. Попова) 17. Чистый путь (пер. Н. Попова) 18. Маргарита (пер. Н. Попова) 19. Фельдфебель Стамболков. пер. Е. Яхниной 20. Пограничный пост. пер. Е. Яхниной                                                                        | Утро в Банки. Добродушни разкази 1. Утро в Банки, 1901 2. Балканските Ромео и Юлия, 1903 3. Запалените снопи, 1903 4. Увеселителен влак, 1900 5. Прощъпалник, 1903 6. Просяк, 1904 7. Убийство, 1900 8. Бъдни вечер в столицата, 1904 9. Японски силуети, 1904 10. Цалувка на Македония, 1903 11. Нощ във вълшебен замък, 1894 12. Ема, 1894 13. На карантина, 1893 14. Една одисея из Делиорман, 1905 15. Великденско размишление, 1903 16. При Ивана Гърбата, 1902 17. Апостолът в премеждие 18. Срещите ми с Любена Каравелов, 1903 19. Чистият път, 1895 20. Пред Пирот, 1900 21. Маргарита | |

### Сборники стихов
| Год       | Название, перевод | Оригинал названия |
| --------- | --- | --- |
| 1876      | Знамя и гусли 1. Сосна. Пер. П. Железнова 2. Беднячка. Пер. Б. Иринина 3. Гусли, настроенные на новый лад. Пер. Н. Чуковского 4. Мститель. Пер. А. Кудрейко 5. Доброволец. Пер. М. Павловой 6. Знамя. Пер. А. Кудрейко 7. Панагюрские повстанцы. Пер. Л. Белова 8. Свобода или смерть. Пер. М. Павловой 9. «Радецкий». Пер. М. Павловой 10. Где Болгария? Пер. Н. Чуковского 11. Мамино дитя 12. Путешественник и гора Витош 13. 1875 год! 14. Мать крестьянина 15. Завет 16. Моим друзьям Г. и А. 17. Деды наши несчастные 18. В моей винтовке 19. Георгиевская 20. Сиркеджи-скелеси 21. Мысли о картине 22. Амнистия болгарам 23. Абдул Хамид | Пряпорец и гусла 1. Борът 2. Сиромахкиня 3. Новонагласената гусла (1875) 4. Отмъстител 5. Волентиринът (1875) 6. Пряпорец 7. Панагюрските въстаници (1875) 8. Свобода или смърт (1876) 9. «Радецки» 10. Де е България? 11. Мамино чедо (1875) 12. Пътник и Витош планина (1874) 13. 1875 година!! (1875) 14. На една майка селянка (1875) 15. Завет (1875) 16. На приятелите ми Г. и А. (1875) 17. Дедите наши злочести (1876) 18. На пушката ми (1876) 19. На Гергьовден (1876) 20. Сиркеджи-скелеси (1876) 21. Мисли върху една картина (1876) 22. Амнистия за българите (1876) 23. Абдул Хамид (1876) |
| 1880-1881 | Гусли | Гусла |
| 1881      | Эпопея забытых | Епопея на забравените 1. Левски (Levski) 2. Бенковски 3. Кочо 4. Братя Жекови 5. Каблешков 6. Паисий 7. Братя Миладинови 8. Раковски 9. Караджата 10. 1876 11. Волов 12. Опълченците на Шипка |
| 1891      | На лоне Рилы | В лоното на Рила |
| 1919      | Заблагоухала моя сирень (пер. М. Павловой и др.) | Люлека ми замириса |

### Путевые заметки
| Год  | Название, перевод                                                                     | Оригинал названия                    |
| ---- | ------------------------------------------------------------------------------------- | ------------------------------------ |
| 1889 |                                                                                       | В Пирин                              |
| 1892 | Великая Рильская пустыня (пер. М. Клягиной-Кондратьевой) В кривинах (пер. Д. Горбова) | Великата Рилска пустиня Из кривините |
| 1892 | В недрах Родоп (пер. Д. Горбова)                                                      | В недрата на Родопите                |
|      |                                                                                       | Висините                             |
|      |                                                                                       | Витоша                               |
|      |                                                                                       | Рила                                 |
|      | Уголок Стара-планины (пер. М. Михелевич)                                              | Един кът от Стара планина            |
|      |                                                                                       | Волът                                |
|      |                                                                                       | Юмрукчал                             |
|      |                                                                                       | Велико Търново                       |
|      |                                                                                       | Царевец                              |
|      |                                                                                       | На върха Свети Никола                |
|      |                                                                                       | Розовата долина и Тунджа             |
|      |                                                                                       | Един наш черноморски бисер           |
|      |                                                                                       | До Радомир                           |

### Сборники рассказов
| Год перв. публ. | Название, перевод                        | Оригинал названия                 | Описание                       |
| --------------- | ---------------------------------------- | --------------------------------- | ------------------------------ |
| 1881-1901       | Рассказы 1881-1901                       | Разкази 1881-1901                 | Условный сборник, 29 рассказов |
| 1893            | Царапины и пятна. Часть 1                | Драски и шарки. Част 1            |                                |
| 1895            | Царапины и пятна. Часть 2                | Драски и шарки. Част 2            |                                |
| 1901            | Видел и слышал                           | Видено и чуто                     | 8 рассказов                    |
| 1901-1921       | Рассказы 1901-1921                       | Разкази 1901—1921                 |                                |
| 1902            | Пёстрый мир (пер. Д Горбова и др., 1956) | Пъстър свят                       | 35 рассказов                   |
| 1905            | Утро в Банки. Добродушные рассказы       | Утро в Банки (Добродушни разкази) | 21 рассказ                     |

### Стихи (не включены переводы зарубежных поэтов)
- В царството на самодивите Поэзия, лирико-фантастическая поэма
- В чужбина Поэзия
- Видул Поэма, 1871
- Громада / Грамада, 1879. «Сюжет этой поэмы является народный обычай в районах вокруг Берковица — своего рода нравственное линчевание, которое местные крестьяне использовали в турецкое время против тех своих односельчан, которые вместе с турецкими властями их притесняли; которым не могли отомстить другим образом». — примечание Вазова
- Живописна България Путевые заметки
- Загорка Поэма, тот же сюжет что и «Грамада» в другом варианте.
- Зихра Лирико-романтическая поэма
- Звукове Поэзия
- Избавление Поэзия, про Русско-турецкую войну 1877—1878 г. Избавление
- Италия Поэзия
- Какво пее планината Поэзия

Легенди при Царевец
Поэмы про истории Второго Болгарского царства; Царевец — холм в столице Тырново, где находились царские дворцы.
В этих поэмах Вазов использовал прежде всего первую новую историю Болгарии, написанную чехом Константином Иречеком. Тот в свою очередь использовал греческих хронистов — Никита Хониат, Георгий Акрополит, Георгий Пахимер, Никифор Григорас; хронику последнего болгарского патриарха Евтимий Тырновский; «Историю славяноболгарскую» монаха Паисий Хилендарски. В кавычках даны ссылки, используемые Вазовым в начале каждой поэмы.
- Свети Димитрий Чудотворец «Помену Бог дом и род царей Болгарских и ме посла на помощ и обновленіе царство Болгарское…» — Паисий

- Проклятие въз Иванка «В болгарских храмах долгое время произносились анафемы на Иванко, убвший Асен I» — К. Иречек

- Балдуин Разгром рыцарской армии IV крестоносного похода в пасхальное воскресенье 1205 г. возле Адрианополис (ныне Эдирне в Турции). Вождь рыцарской армии Балдуин был взят в плен и стал узником в башни в Тырнов, названная в его чести. Согласно преданию, царица влюбилась в ним, но и из-за его отказа, тот был казнен.

- Калояновий орел «Калоян мстил грекам за то зло, которое учинил болгарам Василий II Болгаробойца, и сам себя называл Ромеобойцем. И вправду, никто не учинил грекам столько страданий» — Акрополит

- Куманката Жена Калояна. После его смерти в 1207 г., вышла замуж за его племянника Борил.

- Княгиня Ирина Комнен «Ирина имела прекрасную внешность и величавую осанку. Иван-Асен II страстно любил её, не меньше, чем Антоний любил Клеопатру» — Акрополит.

- Кир Тодор в Търново «Это наказание было вполне заслужено» — Никифор Григорас

- Конецът на Ивана-Асеня II  «Однажды среди дня, случилось солнечное затмение, когда Солнце было в знаке Рак. Скоро умер и болгарский царь» — Акрополит

- Калиман II
- Ивайлова брачна нощ «И она (Мария Палеолог) вступила в брак с ним, разделив с ним царские почести» — Пахимер

- Мария Та же Мария Палеолог, жена Константина Тихого и Ивайло.
- Бягството на Ивана-Асеня III
- Татарска царица «Георгий Тертер не был в состоянии противопоставится этим варварам (татарам). Чтобы сохранить свой престол, он был вынужден в 1285 г. отдать свою дочь в жену Чаки, сына Ногая» — Иречек

- Лобната скала «Голову узурпатора Чоки Светослав послал его врагам в Крым. Патриарх Йоаким III, уличенный в союз с татарами, по приказанию Светослава, был сброшен со скалы в Тырнов. После этого решительного шага, Светослав, как освободитель от азиатских нашественников, взошел на престол Асеневской династии» — Иречек

- Чоки
- Момата на Къз-Хисар
- Велбъжд и Сливница (стихи) Параллель между сербско-болгарскими войнами в 1330 г. и 1885 г.
- Сара. Дочь Ивана-Александра и второю его жену еврейки Сары, была отданна в жену Мураду I, и является матерью Баязида I, покорителя Балкан.

- Патриарх Евтимий Ученик Евтимия, Григорий Цамблак (он же митрополит Киевский), унес сохранившиеся болгарские летописы в Русь.
- Жидов гроб. Легенда, что оборона города Тырнов была передана евреем.

- Сборът на духовете. «Накануне 9 марта (святые 40 мучеников), и болгары и турки верили, что в этот храм совершаются чудеса» — Иречек.

- Литургията Про сохранение христианской веры.
- Шишмановий бряст Про восстановление болгарской государственности.
- Минарето
- Майска китка Поэзия, 1880 г.
- Моята съседка Гмитра Юмористическая поэма
- Не ще загине Поэзия
- Нови екове Поэзия
- Песни за Македония Поэзия
- Под гръма на победите Поэзия
- Под нашето небе Поэзия Под нашим небом
- Поля и гори Поэзия Поля и леса
- Свободните ми часове Поэзия
- Синайска роза Поэма
- Скитнишки песни Поэзия
- Сливница Поэзия, про Сербско-Болгарскую войну 1885 г. Сливница
- Стихотворения за малки деца Поэзия про детей, 1883 г.
- Трайко и Риза Поэма
- Тъгите на България Поэзия, 1877 г. Печали Болгарии

### Романы и повести
| Первая публ. | Название на русском | Название в оригинале                                                           | Тип     | Комментарий |
| ------------ | --- | ------------------------------------------------------------------------------ | ------- | --- |
| 1881         | Недавнее (пер. В. Ферронского и И. Воробьевой) Болгарское восстание накануне последней войны (пер. Т. Странского)          | Неотдавна                                                                      | Мемуары | |
| 1881         | Митрофан и Дормидольский (пер. Д. Горбова)                                                                                 | Митрофан и Дормидолски                                                         | Повесть | Комедийная повесть о ссоре двух соседей |
| 1883         | Отверженные (пер. В. Дилевской и Н. Толстого, 1952; пер. М. Клягиной-Кондратьевой, 1956)                                   | Немили—недраги (Пловдив, журн. «Наука», 1883—1884)                             | Повесть | Полу-автобиографическая повесть, по словам автора, «точное описание жизни хэшей (изгнанных болгарских эмигрантов) в Румынии» в начале 1870-х. Переработана в драму «Изгнанники» (1894) |
| 1884         | Наша родня (пер. Д. Горбова)                                                                                               | Чичовци. Галерия от типове и нрави български в турско време                    | Повесть | Галерея типов и бытовых сцен из жизни Болгарии под властью турок |
| 1893         | Кардашев на охоте (пер. С. Коляджина)                                                                                      | Кардашев на лов                                                                | Повесть | 44 очерка из столичной жизни, объединенные общим сюжетом |
| 1894         | Под игом (пер. М. Клягиной-Кондратьевой, В. Володина, Я. Слонима)                                                          | Под игото                                                                      | Роман   | Роман из болгарской жизни в преддверии Освобождения |
| 1896         | Новая земля. Роман из болгарской жизни за год до Освобождения (пер. Д. А. Горбова, К. Н. Державина, В. А. Луговской и др.) | Нова земя Роман из живота на българите през първите години след Освобождението | Роман   | Роман о жизни перед Освобождением от турецкого ига |
| 1903         | Казаларская царица | Казаларската царица                                                            | Роман   | также см. одноименную драму в 5 действиях и 1 картине, 1914 |
| 1907         | Святослав Тертер | Светослав Тертер                                                               | Роман   | Исторический роман о Болгарии в конце XIII века |
| 1907         | Иван Александр | Иван Александър                                                                | Повесть | Историческая повесть из жизни Второго Болгарского царства середины XIV века |
| 1907         | Нора | Нора                                                                           | Повесть | Роман (по др. источникам повесть), полемика с воззрениями Ибсена на свободу женщины |

### Пьесы
| Первая публ. | Название на русском                        | Название в оригинале                              | Комментарий |
| ------------ | ------------------------------------------ | ------------------------------------------------- | --- |
| 1879 (1882)  | Чорбаджи Михалаки                          | Михалаки Чорбаджи                                 | Фарс |
| 1883         | Руска                                      | Руска                                             | Драма в 4 действиях |
| 1884         | Господин Мортагон                          | Господин Мортагон                                 | Комедия, в соавторстве с К. Величковым |
| 1892         | Поединок (Дуэль)                           | Двубой                                            | не опубликована при жизни |
| 1894         | Изгнанники (пер. А. Шляковой)              | Хъшове                                            | Адаптация повести «Отверженные» о жизнм болгарских эмигрантов в Валахии. Живя в нищете, они ищут средства для борьбы за освобождение Болгарии от османского владычества. |
| 1900         | Журналист ли?                              | Вестникар ли?                                     | Комедийная пьеса в 1 действии |
| 1903         | Искатели тёплых местечек (пер. А. Хватова) | Службогонци. Станчо Квасников на гости у министра | Комедийная пьеса в 2 действиях |
| 1907 (1910)  | К пропасти                                 | Към пропаст                                       | Драматическая пьеса |
| 1911 (1913)  | Ивайло                                     | Ивайло                                            | Истор. драма в 6 действиях |
| 1909         | Борислав                                   | Борислав                                          | Историческая драма в 5 действия из царствовании Ивана Асеня II |
| 1914         | Казаларская царица                         | Казаларската царица                               | Драма в 5 действиях и 1 картине. По одноименному роману. |
| 1921         | Престол                                    | Престолтъ                                         | Продолжение драмы Ивайло |

### Издания собраний сочинений на болгарском

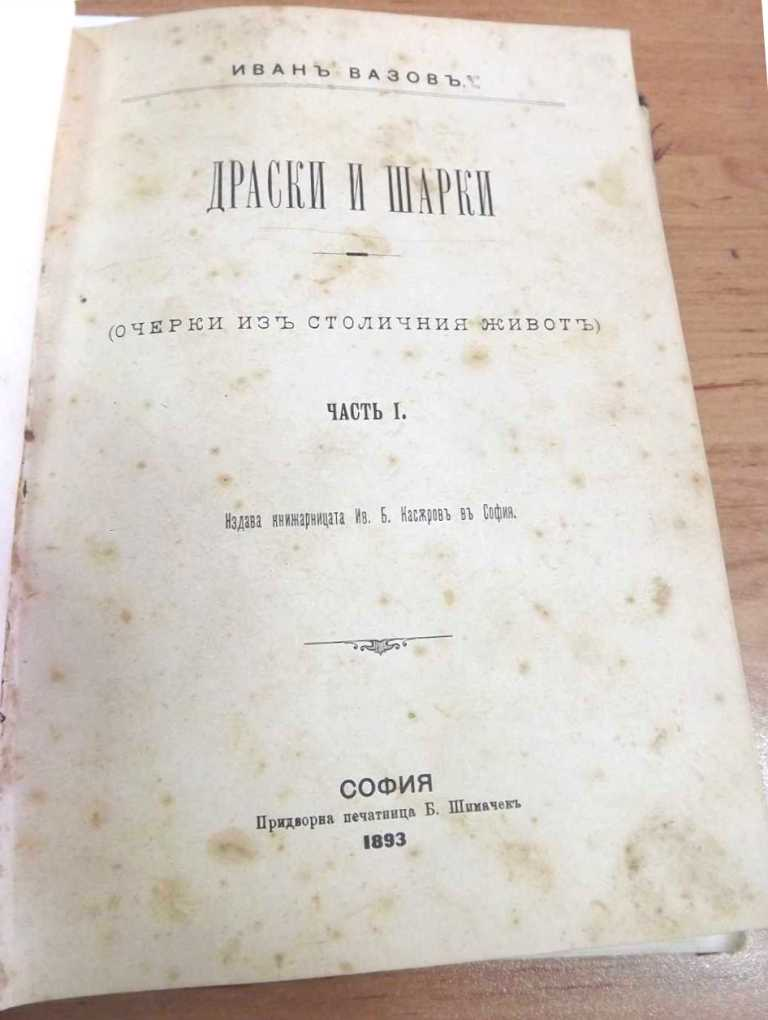
Обложка 1 части сборника Драски и шарки, 1893 (1 издание)

В 1914 г. были впервые изданы все произведения Вазова. Рассказы были объединены по годам их создания, и поэтому сюжетной связи между рассказами в некоторых сборниках нет.
- Повѣсти и раскази. В три тома (болг.). — 1. — София: Печатница Ив. П. Даскаловъ и С-ие, 1891.
  1. Повѣсти и раскази (болг.). — 1891. — Т. 1. — 222 с. (Не мили не драги, Въ Пиринъ, Вълко на война, Иде ли?, Мочурътъ, Саломоновски циркъ, Хаджи Ахилъ, Кандидатъ за хамама)
  2. Повѣсти и раскази (болг.). — 1892. — Т. 2. — 246 с.
  3. Повѣсти и раскази (болг.). — 1892. — Т. 3. — 270 с. (Чичовци, Златната планина, Избор, Цончовата мъст, Една сцена, Епитропът, Два врага, Бурната нощ, Костенец, Пейзаж, Разходка до Искър, Един кът)
- Събрани съчинения, т. 1-20, С. — 1955-57.
- Събрани съчинения: В 22 т.: София: Издателство „Български писател“, 1976.
- Неиздадени произведения: С чужди драг в къщи враг, Бележки, Откъс от пиесата Престолът, Аеропланът, Реч на Иван Вазов на 70-годишния му  юбилей в София (болг.). — София: Български писател, 1968. — 266 с.
- Вазов, Иван. Съчинения : в четири тома (болг.). — София: Български писател, 1982.
  1. Стихотворения (болг.). — Т. 1. — 407 с.
  2. Повести и рассказы (болг.). — Т. 2. — 486 с.
  3. Под игото (болг.). — Т. 3. — 407 с.
  4. Пътеписи и драми (болг.). — Т. 4. — 535 с.
- Вазов, И. Съчинения в 10 тома (болг.). — Захарий Стоянов, 2020.
  1. Избавление. Стихотворения (болг.). — Т. 1. — 784 с. — ISBN 9789540914121.
  2. Под нашето небе. Стихотворения и поеми (болг.). — Т. 2. — 808 с. — ISBN 9789540914152.
  3. Немили-недраги (болг.). — Т. 3. — 824 с. — ISBN 9789540914381.
  4. Чичовци (болг.). — Т. 4. — 810 с. — ISBN 9789540914428.
  5. Казаларската царица (болг.). — Т. 5. — 762 с. — ISBN 9789540914350.
  6. Под игото (болг.). — Т. 6. — 762 с. — ISBN 9789540914206.
  7. Нова земя (болг.). — Т. 7. — 584 с. — ISBN 9789540914077.
  8. Към пропаст. Драми и комедии (болг.). — Т. 8. — 862 с. — ISBN 9789540914558.
  9. Великата Рилска пустиня. Пътеписи (болг.). — Т. 9. — 784 с. — ISBN 9789540914565.
  10. Дните, в които живеем. Критика и публицистика (болг.). — Т. 10. — 1008 с. — ISBN 9789540914572.

### Издания на русском языке

#### Дореволюционные издания на русском
Список частично основан на статье З. К. Шановой "Произведения Вазова в переводе на русский язык".
- Вазов, И. Болгарское восстание накануне последней войны. Воспоминания о событиях 1876 года = болг. Неотдавна / Перевод Т. Странского // Славянский ежегодник. Альманах и сборник статей по славяноведению. Под ред. Т. Д. Флоринского, доцента Императорского университета Св. Владимира. : журнал. — Киев : Издание Киевского славянского общества, 1884. — Вып. 6. — С. 105-157. — 383 с.
- Вазов, И. Болгарское восстание накануне последней войны. Воспоминания о событиях 1876 года = болг. Неотдавна / Перевод Т. Странского. — Киев, 1884. — 53 с.
- Вазов, И. Апатия (стихотворение) = болг. Апатията (1881, "Гусла") / Перевод М.Александровича // Россия. Журнал художественно-литературный. Редактор-издатель О. М. Уманец : журнал. — М : Тип. Т. Малинского, 1884. — № 48.
- Вазов, И. Вечер у Валависты (стихотворение) = болг. Пред Беласица, 1885 / Перевод Ф.Ф.Тютчева // Звезда : журнал. — 1884. — № 31.
- Вазов, И. Громада = болг. Грамада, 1879 / Перевод В. В. Уманова-Каплуновского // Дело : журнал. — 1886. — Вып. 7, ноябрь.
- Вазов, И. Один из современных болгарских деятелей. Портрет = болг. Епоха-кърмачка на велики хора. Портрет, 1888 / переводчица В.Везенкова // Славянское обозрение : журнал. — 1892. — Вып. т. 2, № 5-6.
- «Живописное обозрение», 1892, № 29
- Под игом. Мир божий, 1896, I-Х
- «Русские ведомости», 1898, №№ 8, 112
- Под игом. Роман из болгарской жизни накануне освобождения. Пер. с болг. М. Кургановича. СПб. - Кн. 1. - 78 с. - 1899.
- «Русское богатство», 1900, IX;
- Вазов И. Идет-ли?.. / Перевод с болгарского И.К. // Русское Богатство. Ежемесячный литературный и научный журнал : журнал. — СПб : Типография Н. Н. Клобукова, 1902. — № 1.
- Дѣд Iоцо смотритъ. Нива, 1902, № 19. - с. 374.
- «Славянский век», 1902, № 48, 50; 1903, № 71, 75; 1904, № 81
- «Север», 1902, № 21, 22; 1907, № 23
- «Волынь», 1903, №№ 126, 246
- «Исторический вестник», 1903, VII, IX
- «Народное образование», 1908, X
- сборник «Славянская муза», В. В. Уманова-Каплуновского, СПБ., 1904
- Рассказы Вазова, перев. и вступит. ст. А. Н. Сиротинина, СПБ., 1904
- Вазов, И. Болгарское восстание накануне последней войны. Воспоминания о событиях 1876 года = болг. Неотдавна / Перевод Т. Странского. — Вятка: Издательство Вятского товарищества, 1904.

#### Советские и постсоветские издания на русском
- Вазов И. Сочинения в 6-ти томах / под ред. Д. А. Горбова, К. Н. Державина, В. А. Луговской и др.. — М.: Гослитиздат, 1956—1957. — 90 000 экз.
  1. Стихотворения и поэмы / под ред. К. Н. Державина, В. А. Луговского, А. С. Собковича. — 1956. — Т. 1. — 831 с.
  2. Повести и рассказы. Царапины и пятна, часть 1 / под ред. Д. А. Горбова и А.С. Собковича. — 1956. — Т. 2. — 599 с.
  3. Повести и рассказы. Царапины и пятна, часть 2. Виденное и слышанное. Пестрый мир. Утро в Банки / под ред. Д. А. Горбова и К. Н. Державина. — 1956. — Т. 3. — 424 с.
  4. Под игом / ред. Д. А. Горбов и А. С. Собкович. — 1957. — Т. 4. — 480 с.
  5. Новая земля / прим. А. Хватова. — 1957. — Т. 5. — 472 с.
  6. Путевые заметки, пьесы, воспоминания, статьи и письма / под ред. Д. А. Горбова. — 1957. — Т. 6. — 647 с.
- Вазов И. Под игом / перевод части 1 и глав 1-10 части 2 — М. Клягиной-Кондратьевой и В. Володина; перевод глав 2-37 части 2 — Я. Слонима, части 3 — М. Клягиной-Кондратьевой и Я. Слонима. Примечания В. Злыднева, К. Н. Державина. — М.: Художественная литература, 1970. — Т. 70. Внецикловый роман. — 424 с. — (Библиотека всемирной литературы. Серия вторая: Литература XIX века). — 300 000 экз.
- Иван Вазов. Повести и рассказы. — София: Свят, 1983. — 608 с. — 75 150 экз.
- Вазов И. Пёстрый мир. Юмор и сатира / Перевод с болг., сост. и вступ. ст. Н. Симакова; Прим. К. Н. Державина; Ил. В. Сергеева. — М.: Правда, 1986 . — 576 с. — 250 000 экз.
- Последний день XX века / болг. Последният ден на XX век. — 1899 год. Перевод на русский: Е. Харитонов, журнал «Если», 1999, № 12